# Каджок
Каджок (англ. Kajok или Kuacjok) — город на западе Южного Судана, административный центр округа Западный Гогриаль и штата Вараб.

## Географическое положение
Город находится в западной части штата, в левобережной части долины реки Джур, на высоте 415 метров над уровнем моря.

Кваджок расположен на расстоянии приблизительно 550 километров к северо-западу от Джубы, административного центра провинции и столицы страны. Ближайший аэропорт расположен в городе Вау.

## Население
По данным официальной переписи 2008 года, население составляло 78 111 человек.